# Stadio Baba Yara
Lo stadio Baba Yara è un impianto polifunzionale situato a Kumasi, in Ghana.
Inaugurato nel 1959, lo stadio ha una capienza massima di 40 000 spettatori.